# Diane Dufresne et Les Violons du Roy
 (août 2020).
Si vous disposez d'ouvrages ou d'articles de référence ou si vous connaissez des sites web de qualité traitant du thème abordé ici, merci de compléter l'article en donnant les références utiles à sa vérifiabilité et en les liant à la section « Notes et références ».
Albums de Diane Dufresne
Magie Rose
(1984) Meilleur Après
(2018)
Diane Dufresne et Les Violons du Roy est le quatrième album live de la chanteuse Diane Dufresne enregistré au Québec, entre décembre 2012 et janvier 2013, lors de la tournée Fusion. L'artiste est accompagnée par les 22 musiciens de l'orchestre de chambre des Violons du Roy, sous la direction de Simon Leclerc.

## ÉditionCD

### Titres
| No  | Titre                                 | Paroles                     | Musique                                    | Durée |
| --- | ------------------------------------- | --------------------------- | ------------------------------------------ | ----- |
| 1.  | Madame rêve                           | Pierre Grillet              | Alain Bashung                              | 05:40 |
| 2.  | Partager les anges                    | Roger Tabra                 | Sylvain Michel                             | 4:21  |
| 3.  | Que                                   | Diane Dufresne              | Marie Bernard                              | 4:45  |
| 4.  | J't'aime plus que j't'aime            | Diane Dufresne              | Marie Bernard                              | 5:18  |
| 5.  | Le dernier aveu                       | Catherine Lara, J.J Thibaud | Catherine Lara                             | 3:12  |
| 6.  | Est-ce que je te retrouverai ma douce | Michel Jonasz               | Michel Jonasz                              | 4:48  |
| 7.  | Noire sœur                            | Michel Rivard               | Michel Rivard                              | 4:23  |
| 8.  | Palladio                              | Karl Jenkins                | Karl Jenkins                               | 3:55  |
| 9.  | Je suis un homme                      | Zazie                       | Zazie, Jean-Pierre Pilot, Philippe Paradis | 4:17  |
| 10. | On tourne en rond                     | Luc Plamondon               | François Cousineau                         | 4:57  |
| 11. | L'été n'aura qu'un jour               | Diane Dufresne              | Sylvain Michel                             | 4:08  |
| 12. | L'Hymne à la beauté du monde          | Luc Plamondon               | Christian Saint-Roch                       | 2:03  |
| 13. | Oxygène                               | Luc Plamondon               | Germain Gauthier                           | 5:38  |
| 14. | Les cœurs tendres                     | Jacques Brel                | Jacques Brel                               | 3:19  |
| 15. | Je voulais dire que je t'attends      | Michel Jonasz, Pierre Grosz | Michel Jonasz                              | 4:34  |

## Crédits
- Musiciens :
  - Les Violons du Roy
- Ingénieurs du son : Toby Gendron
- Direction musicale : Simon Leclerc
- Réalisation : Toby Gendron, Diane Dufresne
- Réalisation graphique : Spin Prod
- Photos : Jean-Charles Labarre, Caroline Laberge, Annik MH de Carufel
- Producteur délégué : Richard Langevin
- Production : Les Productions Jean-Pier Doucet
- Label : Disques Présence